# Guillaume d’Abbes de Cabrebolles
Guillaume d’Abbes de Cabrebolles (auch: Guillaume d’Abbes, baron de Cabreroles, * 21. März 1718 in Bédarieux; † 1. Oktober 1802 in Saint-Martin-d’Aumes) war ein französischer Advokat, Autor und Enzyklopädist
in der Zeit der Aufklärung.

## Leben und Wirken
Er entstammte einer okzitanischen Richterfamilie, sein Vater war der Guillaume Abbes, sgr de Courbeson (* 1679), seine Mutter die Elisabeth de Valery, beide seit 1717 verehelicht.
Guillaume d’Abbes de Cabrebolles heiratete am 11. Februar 1741 in Béziers Marie Jeanne Aphrodise de Gineste; sie hatten eine Tochter Marie Claire Aphrodise d’Abbes de Cabrebolles. Er wurde 1741 als Rechtsanwalt, avocat, zugelassen und war in dieser Funktion von 1749 bis 1789 Mitglied des Rechnungshofes von Montpellier, correcteur à la chambre des comptes de Montpellier.
Er war Mitglied der Académie de Béziers. Für die Encyclopédie der Aufklärer Denis Diderot und Jean-Baptiste le Rond d’Alembert schrieb er einen Artikel über den Begriff Physiologie.

## Werke (Auswahl)
- Relation des inondations arrivées à la ville de Bédarieux en 1745. Reprint (1838)
- Voyage dans les espaces.  Londres, (1758)